# Grażyna Staszak
 Grażyna Staszak-Makowska (ur. 1 listopada 1953 w Bydgoszczy) – florecistka, trenerka, olimpijka z Montrealu 1976.
Specjalizowała się we florecie. Była zawodniczką GKS Katowice. W roku 1972 wywalczyła tytuł wicemistrzyni świata juniorów. Mistrzyni Polski w latach 1975–1976. W roku 1977 została wicemistrzynią Polski
Na igrzyskach olimpijskich w Montrealu w indywidualnym turnieju floretowym zajęła 13. miejsce, a w turnieju drużynowym wraz z Jolantą Bebel, Krystyną Machnicką-Urbańską, Kamilą Składanowską i Barbarą Wysoczańską zajęła 6. miejsce.